# بینفورد (داکوتای شمالی)
بینفورد(به انگلیسی: Binford) شهری در ایالت داکوتای شمالی کشور ایالات متحده آمریکا است که جمعیت آن در سرشماری سال ۲۰۱۰ میلادی، ۱۸۳ نفر بوده‌است.